# Веселовка (Свердловская область)
Веселовка — посёлок в муниципальном округе Карпинск Свердловской области России. C 1949 по 2004 год Веселовка имела статус рабочего посёлка (посёлка городского типа).
С 31 декабря 2004 года рабочий посёлок Веселовка отнесён к категории сельских населённых пунктов к виду посёлок.

## География
Веселовка расположена в 8 километрах к югу от Карпинска, в лесистой местности, в правых истоках реки Талицы. Посёлок возник в связи с разработкой буроугольного месторождения. В полутора-двух километрах западнее Веселовки находится частично затопленный карьер.

## Население
| 1959 | 1970  | 1979 | 1989 | 2002 | 2010 |
| ---- | ----- | ---- | ---- | ---- | ---- |
| 2691 | ↘1270 | ↘731 | ↘553 | ↘299 | ↘167 |

Структура
По данным Всероссийской переписи 2002 года, национальный состав Веселовки следующий: русские — 97,2 %, татары — 2,8 %.

## Достопримечательности
В девяти километрах к югу от Веселовки, на левом берегу реки Каквы, находятся геоморфологические памятники природы пещера Мрака и Жилище Сокола.